# Lafanga
Lafanga é um ilhéu do atol de Nukufetau, de Tuvalu. A história tradicional de Nukufetau lembra que, para proteger o atol de atacantes de Tonga, Fialua, um Aliki (chefe), recebeu Lafanga, que é a maior das ilhotas orientais de Nukufetau.